# La Cantiga de las Brujas
La Cantiga de las Brujas es el vigésimo séptimo sencillo de la banda Mägo de Oz.
Esta canción cuenta con la colaboración de Diego Palacio y la Diva Satánica.

## Lista de canciones
| N.º | Título                     | Duración |  |
| 1.  | «La Cantiga de las Brujas» | 5:54     |  |